# 꽃나라 요술봉
《마법의 아이돌 파스텔유미》(일본어: 魔法のアイドルパステルユーミ)은 스튜디오 피에로에서 제작한 마법소녀물 애니메이션으로, 1986년 제작했으며, 총 25화에 완결된 작품이다.한국어 더빙판은 1987년 1월 6일부터 2월 9일까지 매주 평일 오후 6시 5분에 KBS-2TV에서 꽃나라 요술봉"이란 제목으로 방영된 바 있으며, 2006년 케이블TV 방송국인 앨리스TV(현재 MBC 스포츠플러스 2)를 통해 방영했다.

## 개요
- 그림을 그리면서 그 그림이 마법의 힘으로 실체화 된다는 설정을 두고 있다.
- 80년대 마법 소녀물에서도 자주 보인 요정형태의 카키마루와 케시마루도 등장한다.
- 카키마루는 그림을 그리다라는 일본어 동사에서 파생된 이름이고, 케시마루는 지운다는 동사를 의미하는 단어에서 파생된 이름임을 눈치챌 수 있다.
- 스튜디오 피에로의 오리지널 작품으로, 아라이 쿄코(あらいきよこ) 명의의 코믹스는 원작이 아니다. 애니메이션과 연동으로 기획된 일종의 원소스 멀티유즈 기획으로, 스튜디오 피에로의 마법소녀 전작인 에미 때와 마찬가지로 아라이 쿄코가 만화판을 담당하고 있을 뿐이다. 만화판의 기본적인 설정은 애니와 동일하지만 내용은 전혀 판이하며, 전 2권으로 완결되었다.

## 이야기
하나조노 유미는 꽃을 좋아한다. 그녀는 학교에서 잘 지키지못하지만, 그리는 것을 좋아하고 만화가가 되고 싶어한다. 그녀의 가족은 꽃집을 운영하여 감사로 자랐다. 유미는 뛰어난 예술가이지만, 과목을 선택할 때 항상 최고의 판단을 하는 것은 아니다. 꽃 축제의 날에 그녀는 저택 벽에 후쿠로코우지 여인의 초상화를 그려 다른 아이를 즐겁게 한다. 화난 후쿠로코우지는 벽 전체를 깨끗하게 해주지만, 그렇게하면서 민들레를 파괴하려고 한다. 그녀는 저장한후 튤립 밭에 다시 심게된다. 놀랍게도 그것은 그녀에게 말하기 시작한다. 그 목소리는 유키에게 그녀의 친절에 대한 보상으로 특별한 힘을 부여하기 위해 인간계에 온 2명의 꽃 요정인 카키마루와 케시마루에게 있다.

## 등장인물
- 하나조모 유미
- 카키마루
- 케시마루
- 미사와 쿄헤이
- 미사와 켄타
- 하나조모 이치로
- 하나조모 모모코
- 후쿠로코지
- 쿠니미츠
- 하나조모 단키치
- 무스타키

## 주제가
- 오프닝 : 금빛 리본으로 Rock 해 줘(金のリボンでRockして) 노래 / 시가 마리코
- 엔딩 :프리지아 소년(フリージアの少年) 노래 / 시가 마리코

## 방영 리스트
| 회차 | 부제                                         | 본 방송일       | 본 방송일       |
| 회차 | 부제                                         | 일본            | 대한민국        |
| ---- | -------------------------------------------- | --------------- | --------------- |
| 1화  | 꽃나라에서 온 손님 (街は魔法で花ざかり)      | 1986년 3월 7일  | 1987년 1월 6일  |
| 2화  | 기구를 타고 (ステキな魔法の使い方)           | 1986년 3월 14일 | 1987년 1월 7일  |
| 3화  | 할아버지의 꿈 (よろしく冒険ガール)           | 1986년 3월 21일 | 1987년 1월 8일  |
| 4화  | 뚱뚱부인의 보물 (おじいちゃんアドベンチャー) | 1986년 3월 28일 | 1987년 1월 9일  |
| 5화  | 종이비행기 (紙ヒコーキからのメッセージ)      | 1986년 4월 4일  | 1987년 1월 12일 |
| 6화  | 두번째 뚱뚱부인 (ふたりの袋小路さん)         | 1986년 4월 11일 | 1987년 1월 13일 |
| 7화  | 날씬해지고 싶어요! (涙のダイエット日記)      | 1986년 4월 18일 | 1987년 1월 14일 |
| 8화  | 사랑의 시계 (もう一度ロマンス)               | 1986년 4월 25일 | 1987년 1월 15일 |
| 9화  | 검은날개의 칩입 (とべ 愛の翼でスカイハイ)    | 1986년 5월 2일  | 1987년 1월 16일 |
| 10화 | 심술쟁이 도깨비 (いたずらオバケに御用心)     | 1986년 5월 9일  | 1987년 1월 19일 |
| 11화 | 황금새 (ふしぎ?黄金鳥伝説)                   | 1986년 5월 16일 | 1987년 1월 20일 |
| 12화 | 꼬마 숙녀 (お嬢様はつらいよ)                 | 1986년 5월 23일 | 1987년 1월 21일 |
| 13화 | 우리는 친구 (おまかせキューピット)           | 1986년 5월 30일 | 1987년 1월 22일 |
| 14화 | 추억의 나라 (想い出に消えたかき丸)           | 1986년 6월 6일  | 1987년 1월 23일 |
| 15화 | 유미의 음악회 (妖精がくれた音楽会)           | 1986년 6월 13일 | 1987년 1월 26일 |
| 16화 | 서커스 구경 (すみれ色の初恋)                 | 1986년 6월 20일 | 1987년 1월 27일 |
| 17화 | 장미꽃 숲 (ユーミちゃん気をつけて)           | 1986년 6월 27일 | 1987년 1월 28일 |
| 18화 | 종소리가 울리던 날 (発車ベルが鳴るまで)      | 1986년 7월 4일  | 1987년 1월 29일 |
| 19화 | 생일 선물 (花ビラのステップ)                 | 1986년 7월 11일 | 1987년 1월 30일 |
| 20화 | 뚱뚱부인의 정원 (花を愛してみませんか?)      | 1986년 7월 18일 | 1987년 2월 2일  |
| 21화 | 유미의 꼬마새 (はばたけ空へ 風をうけて)      | 1986년 7월 25일 | 1987년 2월 3일  |
| 22화 | 우리는 단짝 (恋のミスキャスト)               | 1986년 8월 1일  | 1987년 2월 4일  |
| 23화 | 새로 생긴 꽃가게 (家出したお父さん)          | 1986년 8월 8일  | 1987년 2월 5일  |
| 24화 | 꽃나라의 위기 (さよならフラワータウン)       | 1986년 8월 15일 | 1987년 2월 6일  |
| 25화 | 안녕! 꽃나라 (忘れないでメモリー)            | 1986년 8월 29일 | 1987년 2월 9일  |